# Pierre de Rémy
Pierre de Rémy († hingerichtet 1328) war Schatzmeister des Königs Karl IV. (regierte 1322–1328).

## Anklage und Hinrichtung
Nach dem Regierungsantritt Philipps VI. wurde Pierre de Rémy unter der Anklage, die Staatsfinanzen veruntreut zu haben, verhaftet. Ohne die Möglichkeit zu erhalten, sich zu verteidigen, wurde er am 25. April 1328 durch Beschluss des Parlements zum Tod durch Hängen verurteilt.
Als er zur Hinrichtung zum den einfachen Kriminellen vorbehaltenen „Gibet de Montigny“ geführt wurde, beschuldigte Pierre de Rémy sich selbst weiterer Taten, die ihm bislang niemand vorgehalten hatte, darunter Hochverrat gegen König und Staat. Die Schwere dieser Verbrechen machte es nun unmöglich, ihn in Montigny zu richten – man kehrte um und hängte ihn am nahegelegenen und den neu gestandenen Verbrechen vorbehaltenen Gibet de Montfaucon auf. Bereits Rémys Zeitgenossen gingen davon aus, dass diese Ehre das einzige Ziel seiner Geständnisse war.

## Weblink
- Histoire de Paris, u. a. zu Pierre de Rémy

| Personendaten    | Personendaten                          |
| ---------------- | -------------------------------------- |
| NAME             | Pierre de Rémy                         |
| KURZBESCHREIBUNG | Schatzmeister Karls IV. von Frankreich |
| GEBURTSDATUM     | 13. Jahrhundert oder 14. Jahrhundert   |
| STERBEDATUM      | nach 25. April 1328                    |